# Basílica de María Santísima Anunciada (Comiso)
La Basílica de Maria Santissima Annunziata es una de las principales iglesias de Comiso. Tiene la dignidad de basílica menor.

## Historia
La iglesia actual fue construida sobre los restos de la antigua iglesia de San Nicola di Mira, seguramente anterior a 1125, año en el que su existencia es atestiguada por un tal Riccardo Bubly. Pero ya en 1557 el culto a la Santísima Virgen Anunciada se unió al del santo titular. El terremoto de 1693 dañó gran parte de la iglesia, a tal punto que se empezó a pensar en su reconstrucción desde cero. La tarea de diseño fue confiada al arquitecto de Palermo GB Cascione Vaccarini, sobrino del más famoso GB Vaccarini y en 1772 se iniciaron las obras del nuevo templo. Las obras continuaron durante muchos años, admirablemente apoyadas por la generosidad inagotable de Gabriele Distabile, por el clero y por todo el pueblo, y luego se detuvieron en 1793, sin que la iglesia estuviera terminada. En la segunda mitad del siglo XIX se levantó la imponente cúpula, terminada en 1885, mientras que en 1896 se construyó uno de los dos campanarios proyectados por Cascione Vaccarini según los planos originales del arquitecto palermitense.

## Descripción

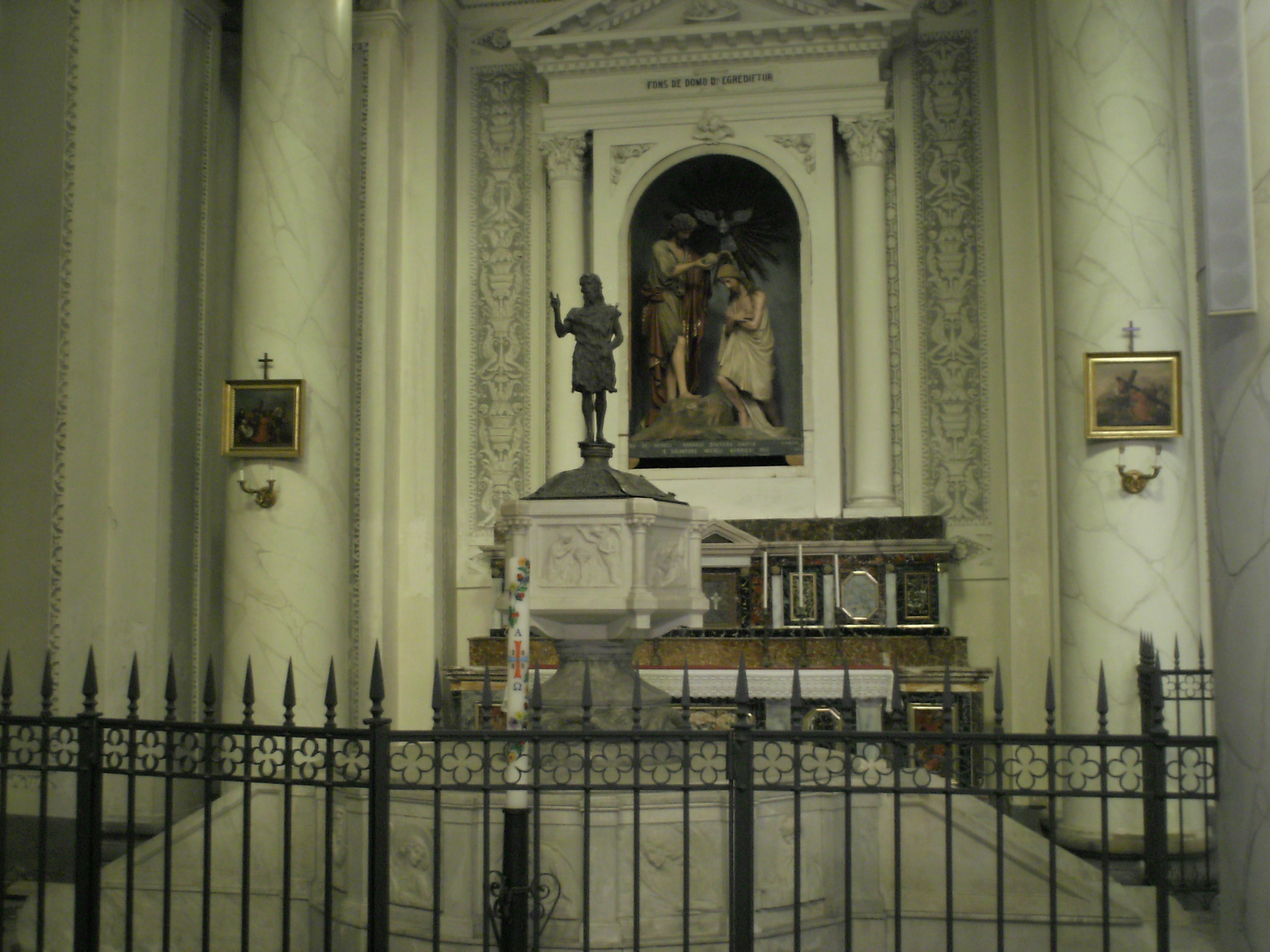
Baptisterio, obra de Mario Rutelli

La iglesia de la Annunziata mide 55,90 x 32,45 m., tiene tres naves con bóveda de cañón sostenida por diez grandes arcos de medio punto apoyados sobre esbeltas columnas cilíndricas. Su planta es de cruz latina, sobre cuya cruz se alza la majestuosa cúpula.
En el interior, diversas obras realzan la decoración de la iglesia:
- un valioso lienzo que representa la Asunción de María, firmado por Narciso Guidonio de 1605;
- una estatua de madera de San Nicola del siglo XVI, procedente de la antigua iglesia del mismo nombre;
- un magnífico crucifijo de madera del siglo XVIII, obra de Fra' Umile da Petralia ;
- el baptisterio de mármol blanco y bronce de Mario Rutelli, terminado en 1912 e inaugurado el 15 de agosto de 1913;
- un gran órgano neumático-tubular de 1922 fabricado por los hermanos Polizzi de Modica;
- dos lienzos de Salvatore Fiume que representan La Natividad y La Resurrección que decoran el ábside central.
- Taledda o lienzo de la Pasión que representa la Crucifixión de Cristo, de 1862,  dimensiones 19 metros de alto por 7 metros de ancho, obra de Pietro Quintavalle.